# Poeciloderas allusiosis
Poeciloderas allusiosis är en tvåvingeart som beskrevs av Wilkerson 1979. Poeciloderas allusiosis ingår i släktet Poeciloderas och familjen bromsar.
Artens utbredningsområde är Colombia. Inga underarter finns listade i Catalogue of Life.